# Sac (Argot)
Sac en argot, désigne un billet ou une pièce de mille francs. Au passage aux nouveaux francs français, Sac désigne alors dix francs.